# Pentila amaenaidoides
Pentila amaenaidoides är en fjärilsart som beskrevs av Holland 1893. Pentila amaenaidoides ingår i släktet Pentila och familjen juvelvingar. Inga underarter finns listade i Catalogue of Life.